# Advanced Landing Ground B-100 Goch
Der Advanced Landing Ground ALG B-100 Goch war ein britischer Feldflugplatz auf dem Gebiet der heutigen Gemeinde Weeze während des Zweiten Weltkriegs. Mit dem Vorrücken der Alliierten war es für die Luftstreitkräfte erforderlich, mit den Bodentruppen zusammen vorzurücken. Die Luftüberlegenheit sollte erreicht werden, wozu Flugplätze und Behelfslandeplätze benötigt wurden, die der vorrückenden Front folgten. Manche britische Landeplätze wurden mit dem Präfix „B-“ und einer fortlaufenden Nummer benannt (siehe auch Artikel Vorgeschobener Landeplatz). Hauptstoßrichtung der Briten und Kanadier waren das Ruhrgebiet und Norddeutschland, die Überquerung des Rheins begann am 23. März 1945 (Operation Plunder) zwischen Emmerich und Xanten.

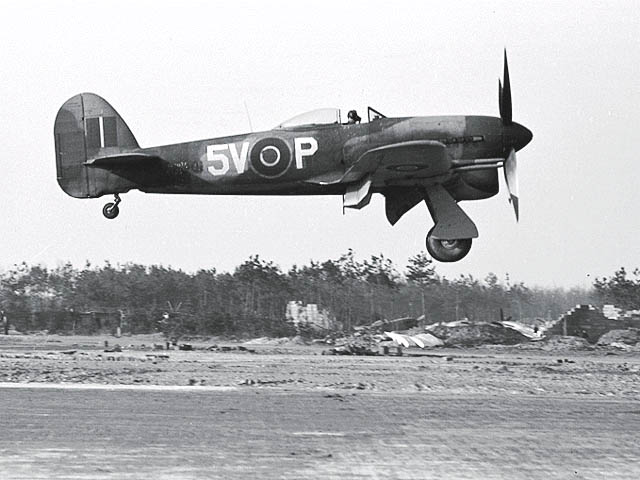
Eine kanadische Typhoon der 439. Staffel in Goch

Der erste Landeplatz bei Goch war ein schmaler Streifen, der von der 662 Squadron der Royal Air Force zwischen dem 4. und 26. März 1945 genutzt wurde. Bei den eingesetzten Flugzeugen handelte es sich um Verbindungsflugzeuge des Typs Taylorcraft Auster.
Der Hauptlandeplatz B-100 befand sich kurz vor der deutsch-niederländischen Grenze, 8 Meilen (13 Kilometer) südöstlich der Ortschaft Goch und 3 Meilen (5 Kilometer) südwestlich von Weeze. Die 3600 Fuß (1180 Meter) lange Landebahn bestand aus gelochtem Stahlbelag mit einer parallel verlaufenden Grasbahn für den Notfall. Eine Meile (1,6 km) nordwestlich, nahe dem von der 662 Squadron genutzten Gelände, befand sich eine 3000 Fuß (983 Meter) lange Grasbahn, die im Notfall für eine Evakuierung bereitgestanden hätte.
Die Infrastruktur war angemessen, aber einfach: Quartier war in Zelten, die Betankung der Flugzeuge erfolgte mittels Benzinkanistern und eine mobile Befeuerung war verfügbar, um Nachtflüge zu ermöglichen. Die Anlage hatte die Kapazität für zwei Geschwader (Wings).
Das erste Flugzeug des No. 121 (Typhoon) Wing kam am 20. März 1945 nach Goch. Zehn Tage später gesellte sich das kanadische Geschwader No. 143 hinzu. Die Hawker Typhoon des 121. Geschwaders wurden Mitte April gegen Supermarine Spitfire der kanadischen No. 127 Wing ersetzt, die jedoch bereits Ende des Monats wieder abgezogen wurden.
Damit endete der Betrieb des ALG B-100. Das Gelände wurde jedoch später dazu vorgesehen, einen der neuen, permanenten Fliegerhorste, die die RAF in Deutschland errichten wollte, aufzunehmen. 1954 eröffnete die Royal Air Force dort den Militärflugplatz Laarbruch, der dann später zum zivilen Flughafen Niederrhein umgenutzt wurde.